# Tor Einar Hielm
Tor Einar Hielm – norweski żużlowiec.

## Życiorys
Wielokrotny reprezentant Norwegii w eliminacjach indywidualnych mistrzostw świata (m.in. dwukrotny uczestnik finałów skandynawskich: 1988 – XIII miejsce i 1991 – XVI miejsce). Finalista indywidualnych mistrzostw świata juniorów (Zielona Góra 1987 – IX miejsce), mistrzostw świata par (Poznań 1991 – III miejsce) oraz indywidualnego Pucharu Mistrzów (Krško 1988 – XVI miejsce i Elgane 1991 – VII miejsce).
Złoty (1987) i brązowy medalista (1994) indywidualnych mistrzostw Norwegii. Dwukrotnie złoty (1991, 1998), srebrny (1999) oraz brązowy medalista (2001) drużynowych mistrzostw Norwegii.
Startował w ligach norweskiej i szwedzkiej (w barwach klubów: Tuna Rebels Eskilstuna oraz Norbaggarna).

## Przynależność klubowa
Norwegia
- NMK Kristiansand (1990)
- Elgane MK (1991)
- Riska MSK (1998–1999)
- Riska MSK (2001)

Szwecja
- Tuna Rebels Eskilstuna (1988)
- Norbaggarna (2001)